# Casa de Sefarad de Cordoue
La Casa de Sefarad est une maison-musée d'histoire privée située dans la ville de Cordoue, dans la communauté autonome d'Andalousie en Espagne, et consacrée à l'histoire et à la culture des juifs sépharades à Cordoue et dans sa région. Le musée a ouvert en 2006[réf. nécessaire]. Il se trouve au coin de la rue Judios et de la rue Averroès.

## La maison
Le bâtiment qui abrite le musée est une maison dont les parties les plus anciennes remontent au XIVe siècle, époque où la maison faisait partie de la grande synagogue de Cordoue. Elle abrite un rez-de-chaussée avec patio et un étage.

## Collections
La Casa de Sefarad contient huit salles qui abordent différents thèmes : la vie domestique, la musique séfarade, la Judería de Cordoue (le quartier juif de la ville), la synagogue, les cycles festifs (les différentes fêtes séfarades), les femmes célèbres de l'histoire d'Al-Andalus (juives, musulmanes et chrétiennes) présentées accompagnées de portraits par José Luis Muñoz, l'Inquisition dans la région de Cordoue et le savant séfarade Maïmonide.

## Bibliothèque
La Casa de Sefarad dispose également d'une bibliothèque consacrée à la culture séfarade et à l'histoire d'Al-Andalus, et d'une phonothèque sur la musique séfarade, le tout catalogué sur une base de données. Le centre de documentation contient la littérature grise sur ce thème.